# Cortland (Nowy Jork)
Cortland – miasto w Stanach Zjednoczonych, w stanie Nowy Jork, w hrabstwie Cortland.